# 孖展風雲
《孖展風雲》（英語：Margin Call）是一部於2011年上映的美國獨立電影，J·C·陈多尔编剧并执导，凱文·史貝西、黛咪·摩爾、保羅·貝特尼、傑瑞米·艾恩斯、柴克瑞·恩杜、史丹利·圖奇、西蒙·貝克和潘·巴奇利主演。内容讲述一家投资银行36小时所发生的事情（以雷曼兄弟破产和2007-2008年环球金融危机為主題）。

## 劇情
紐約一家投資銀行大舉裁員，風險分析小主管亦在資遺之列。他想交接自己做到一半的分析工作，但其直屬主管及人事部門都只想讓他趕快走人，對他的頁獻僅給予言不由衷的感謝，只有他一手提拔的新進分析師送他到門口。臨去前，他將工作檔案交給來送行的人，並叮囑要小心。
年輕的新進分析師採用不同的評估模型完成前主管的最後分析，得出驚人結果，急忙召回同事及新主管回公司商量。原來該機構的投資早在數星期前已高出風險上限，卻因無人發覺而繼續增長。由於事態嚴重，主管呈報最高主管，最高主管連夜召集公司高層驗算後證明屬實，於是又上報資方，於是平常並不在公司露面的各路神佛搭私人直昇機漏夜前來開會。
越是高層，就越不具金融財務分析能力。執行委員會主席對充滿數字的報告看也不看，又中斷公司代表的簡報，直接聽取小分析師的說法。由於不具相關學識，僅要求對方以淺白的言詞說出到底發生什麼事，以及自己所想的最壞情況是否已發生。分析師說出自己的分析，並指出還不到最壞情況，只是一路向該方向而去。
主席作出決策，找回作出最初分析但已遭裁員的小主管，並決定低價拋售所有股票和債權，但此舉將會引起金融界的極大風暴。公司也必須清盤。公司最高主管極力反對，但遭壓制。主席於會後四處找人談話，安排好必須辭職負責的高層，又對最高主管恩威並施，要滿心不愉快的他執行決策。
天快亮時終於找到被裁員的小主管，並力勸他回到公司，因為後面還有更難纏的人會來對他開出更難拒絕的條件。但小主管在被裁員時早對公司的冷酷無情寒心透頂，再不願回頭。
第二天上班時間已到。最高主管召集麾下所有交易員，宣佈清盤的決定，並許以重利，要他們不計一切代價賣出公司所有金融資產。由開盤時的95折賣出，至收盤時已近六折。早買的買家發覺上當，但已遭套牢。
大拍賣一結束，立即有人被資遣。最高主管再也受不了，直奔主席處要求辭職並提取自己的紅利。主席邊吃飯邊表明不會短了他的好處，但要他再待兩年收拾局面，因為還能從這場人為的金融風暴中套得好處。主席雲淡風輕的表示，這世界就是有肥貓有餓狗，自古至今從不缺掠奪者，順勢而行才是最好的選擇。
在談話同時，小分析師被邀進這個唯公司最高層能踏入的用餐處。他將獲得擢升。而遭裁員的小主管則被軟硬兼施的找回來頂替必須辭職謝罪的高層。人在權勢之下至為渺小，根本無從選擇。

## 角色
- 凱文·史貝西 - 山姆·羅傑斯
- 保羅·貝特尼 - 威爾·艾默生
- 傑瑞米·艾恩斯 - 約翰·托德
- 柴克瑞·恩杜 - 彼得·沙利文
- 潘·巴奇利 - 塞特·布雷格曼
- 西蒙·貝克 - 賈里德·科恩
- 阿西夫·曼迪維 - 拉梅什·沙阿
- 玛丽·麦克唐奈 - 瑪麗·羅傑斯
- 史丹利·圖奇 - 艾瑞克·戴爾
- 黛咪·摩爾 - 莎拉·羅伯遜
- 艾許莉·威廉斯（英语：Ashley Williams） - 希瑟·伯克
- 艾爾·斯帕恩扎（英语：Al Sapienza） - 路易斯·卡梅洛
- 瑪麗亞·迪斯拉（英语：Maria Dizzia） - 執行助理
- 彼得·Y·金 - 提摩西·辛格

## 製作與發行
主要拍攝於2010年6月21日在紐約市開始，而其中80%的場景皆在一家貿易公司的42樓攝影。電影的首映於2011年日舞影展上舉行，之後也有在第61屆柏林電影節上展出，並獲金熊獎提名。

## 反響

### 評價
爛番茄新鮮度88%，基於網站收集的155條評論，平均分為7.3/10，而在Metacritic上，根據38篇影評，平均分獲得76分（滿分100），收穫普遍好評。《紐約客》影評人大衛·登比表示該片為「有史以來最好的華爾街題材電影。」

### 榮譽
| 頒獎典禮                 | 獎項         | 名字       | 結果 | 參考資料 |
| ------------------------ | ------------ | ---------- | ---- | -------- |
| 第84屆奧斯卡金像獎       | 最佳原創劇本 | J·C·陳多爾 | 提名 | [ 16 ]   |
| 第10屆洛杉磯影評人協會獎 | 最佳原創劇本 | J·C·陳多爾 | 獲獎 | [ 17 ]   |